# A Profesionalna Futbolna Grupa 1996-1997
L'edizione 1996-97 della A Profesionalna Futbolna Grupa vide la vittoria finale del CSKA Sofia, che conquista il suo ventottesimo titolo.
Capocannoniere del torneo fu Todor Pramatarov dello Slavia Sofia con 26 reti.

## Classifica finale
|    | Classifica         | G  | V  | N  | P  | GF | GS  | Dif  | Pt |
| -- | ------------------ | -- | -- | -- | -- | -- | --- | ---- | -- |
| 1  | CSKA Sofia (CB)    | 30 | 22 | 5  | 3  | 65 | 19  | +46  | 71 |
| 2  | Neftohimik Burgas  | 30 | 20 | 7  | 3  | 70 | 20  | +50  | 67 |
| 3  | Slavia Sofia (C)   | 30 | 17 | 6  | 7  | 61 | 23  | +38  | 57 |
| 4  | Levski Sofia       | 30 | 14 | 11 | 5  | 58 | 30  | +28  | 53 |
| 5  | Botev Plovdiv      | 30 | 14 | 3  | 13 | 41 | 41  | 0    | 45 |
| 6  | Minjor Pernik (N)  | 30 | 12 | 8  | 10 | 28 | 35  | -7   | 44 |
| 7  | Lokomotiv Sofia    | 30 | 13 | 4  | 13 | 59 | 47  | +12  | 43 |
| 8  | Levski Kjustendil  | 30 | 13 | 3  | 14 | 51 | 52  | -1   | 42 |
| 9  | Spartak Varna      | 30 | 13 | 3  | 14 | 40 | 41  | -1   | 42 |
| 10 | Lokomotiv Plovdiv  | 30 | 12 | 5  | 13 | 38 | 41  | -3   | 41 |
| 11 | Dobrudža Dobrič    | 30 | 11 | 6  | 13 | 44 | 48  | -4   | 39 |
| 12 | Spartak Pleven (N) | 30 | 12 | 3  | 15 | 35 | 46  | -11  | 39 |
| 13 | FK Etăr            | 30 | 10 | 5  | 15 | 37 | 53  | -16  | 35 |
| 14 | Marica Plovdiv (N) | 30 | 8  | 8  | 14 | 38 | 45  | -7   | 32 |
| 15 | Montana            | 30 | 8  | 4  | 18 | 32 | 54  | -22  | 28 |
| 16 | Rakovski Ruse      | 30 | 0  | 1  | 29 | 8  | 110 | -102 | 1  |

- (C) Campione nella stagione precedente
- (N) squadra neopromossa
- (CB) vince la Coppa di Bulgaria

### Verdetti
- CSKA Sofia Campione di Bulgaria 1996-97.
- Marica Plovdiv, Montana e Rakovski Ruse retrocesse in B PFG.

### Qualificazioni alle Coppe europee
- UEFA Champions League 1997-1998: CSKA Sofia qualificato al primo turno preliminare.
- Coppa UEFA 1997-1998: Neftochimic Burgas qualificato al primo turno preliminare.
- Coppa Intertoto 1997: Spartak Varna qualificato alla fase a gruppi.